# Sean McClory
Sean McClory (8 de marzo de 1924 – 10 de diciembre de 2003) fue un actor cinematográfico y televisivo irlandés, con una carrera que, a lo largo de seis décadas, abarcó más de 100 producciones cinematográficas y televisivas.

## Biografía
Su nombre completo era Séan Joseph McClory, y nació en Dublín, Irlanda, aunque pasó sus primeros años en el Condado de Galway. Sus padres eran Hugh Patrick McClory, arquitecto e ingeniero civil, y Mary Margaret Ball. 
McClory encarnó al irlandés Jack McGivern en la serie televisiva de la NBC The Californians, ambientada en el San Francisco (California) de la fiebre del oro. Se emitió desde 1957 a 1959, y en el show trabajaban Herbert Rudley y Adam Kennedy. 
También intervino en dos ocasiones en el western de la NBC Overland Trail, protagonizado por William Bendix y Doug McClure. Finalmente, otra de sus actuaciones tuvo lugar en un episodio de la segunda temporada de Lost In Space titulado "The Astral Traveler", donde encarnaba a un personaje llamado Hamish.
Sean McClory falleció en 2003 en Los Ángeles, California, a causa de una enfermedad cardiaca.

## Filmografía
- Them! (1954)
- Los contrabandistas de Moonfleet (1955)
- The Dead (1987)
- El abuelo está loco (1967)
- Cheyenne Autumn (1964)
- My Chauffeur (1986)
- Diane (1956)
- The Quiet Man (1952)
- The Guns of Fort Petticoat (1957)